# Ernst Wilhelm Bohle
Ernst Wilhelm Bohle (28. juli 1903 – 9. november 1960) var leder af udenrigsudvalget af det tyske nazistiske parti NSDAP fra 1933 til 1945.
Bohle blev medlem af NSDAP 1. marts 1932. D. 13. september 1933 blev han medlem af SS. Han blev forfremmet til Gruppenführer 20. april 1937 og Obergruppenführer 21. juni 1943. Fra 1937 til 1945 var han statssekretær i det tyske udenrigsministerium.
Efter Anden Verdenskrigs afslutning blev han idømt fem års fængsel på en forbedringsanstalt fra april 1949, men blev benådet allerede 21. december samme år.